# Sanikiluaq Airport
Sanikiluaq Airport (franska: Aéroport de Sanikiluaq) är en flygplats i Kanada. Den ligger i den östra delen av landet, 1 300 km norr om huvudstaden Ottawa. Sanikiluaq Airport ligger 32 meter över havet.
Terrängen runt Sanikiluaq Airport är platt. Havet är nära Sanikiluaq Airport åt nordväst. Runt Sanikiluaq Airport är det mycket glesbefolkat, med 3 invånare per kvadratkilometer.. Närmaste större samhälle är Sanikiluaq, 1,0 km öster om Sanikiluaq Airport.
Omgivningarna runt Sanikiluaq Airport är i huvudsak ett öppet busklandskap.